# Dirección General del Agua
La Dirección General del Agua (DGA) de España es el órgano directivo del Ministerio para la Transición Ecológica y el Reto Demográfico, adscrito a la Secretaría de Estado de Medio Ambiente, que asume las competencias de la Administración General del Estado sobre los recursos hídricos.
En concreto, sin perjuicio de las competencias que ejerce a través de sus órganos dependientes, asume directamente la participación en la representación del Ministerio en los organismos internacionales y el seguimiento de los convenios internacionales en las materias de su competencia; la coordinación de la participación en los grupos de trabajo técnico de la Unión Europea para el cumplimiento y el seguimiento de las Directivas del Agua.
También se encarga de la elaboración de propuestas normativas y el desarrollo de las competencias del Departamento derivadas de la aplicación de la normativa en materia de aguas, incluyendo la preparación de convenios de colaboración; las funciones correspondientes al Secretariado del Consejo Nacional del Agua, y otras comisiones interministeriales o sectoriales que se le encomiende, y la supervisión del buen funcionamiento de los órganos de gobierno, gestión y participación de las Confederaciones Hidrográficas.
Finalmente, desarrolla medidas de participación pública, comunicación y educación ambiental, rendimiento de cuentas y transparencia; así como coordina la elaboración de las memorias de la Dirección General del Agua y de sus organismos.

## Historia
La Dirección General del Agua se crea por Real Decreto de 4 de enero de 1932, siendo ministro de Obras Públicas Indalecio Prieto, titulada Dirección General de Obras Hidráulicas. Prieto había heredado un departamento con menos competencias que sus predecesores, pero consideró que el ramo de obras públicas era lo suficientemente grande como para dividirlo por áreas de trabajo. Así, lo dividió en cuatro: Ferrocarriles, Obras Hidráulicas, Caminos y Puertos. Originalmente se dividió en dos secciones, una para política general de aguas y otra para planificación y construcción de infraestructura hídrica. Un año después de su constitución, se fundó el Centro de Estudios Hidrográficos, dirigido por Manuel Lorenzo Pardo y cuya primera tarea fue diseñar un Plan Nacional de Obras Hidráulicas.
Posteriormente, por Decreto de 28 de septiembre de 1935 se suprimió el organismo, pasando sus funciones a la Subsecretaría de Obras Públicas, hecho revertido en febrero de 1936, aunque esta vez se denominó «Dirección General de Obras Hidráulicas y Puertos» al asumir la política portuaria.
Establecida la dictadura de Francisco Franco, el órgano volvió a su estructura previa a 1936, separándose la política hídrica de la portuaria, y se mantuvo inalterado por más de medio siglo hasta que en 1991 se crea la Dirección General de Calidad de las Aguas, que separa la política de gestión de las aguas y su calidad ambiental. De ella también dependían funcionalmente las Conferencias Hidrográficas, si bien las compartía con la Dirección General de Obras Hidráulicas. Esta división se mantuvo hasta 1996, cuando se reintegraron y pasó a llamarse Dirección General de Obras Hidráulicas y Calidad de las Aguas.
En 2004, la dirección general simplifica su nombre a Dirección General del Agua, si bien manteniendo todas sus competencias sobre las infraestructuras hidráulicas y gestión de los recursos hídricos nacionales. En 2020 volvió a cambiar la denominación de sus subdirecciones generales, si bien manteniendo el número, cuatro, y competencias.

## Estructura y funciones
De la Dirección General dependen los siguientes órganos:
- La Subdirección General de Planificación Hidrológica, a la que le corresponde la elaboración y revisión de los planes hidrológicos de competencia estatal, así como el establecimiento de metodologías y criterios homogéneos para la revisión de los planes hidrológicos en las demarcaciones hidrográficas, el seguimiento de los planes incluyendo el desarrollo de las bases de datos y su comunicación a la Comisión Europea, la elaboración y seguimiento de planes estratégicos y otros instrumentos y la coordinación con los planes sectoriales o de ámbito regional que afecten a la planificación hidrológica; la coordinación de la información sobre los datos y las previsiones hidrológicas y de calidad del agua y, en general, de aquella que permita un mejor conocimiento de los recursos y del dominio público hidráulico; y la coordinación y seguimiento de los planes y actuaciones que se lleven a cabo en situaciones de sequía.
- La Subdirección General de Programación y Gestión Económica y Presupuestaria, a la que le corresponde la elaboración de criterios de aplicación del régimen económico-financiero del dominio público hidráulico; la coordinación de los instrumentos financieros para el desarrollo de las actuaciones competencia de la Administración General del Estado en materia de aguas; los informes de viabilidad de las actuaciones que se desarrollen por parte de la Dirección General y sus organismos así como las funciones de tutela de las sociedades estatales de aguas; la elaboración del proyecto de presupuesto y los objetivos anuales de gestión de la Dirección General, así como su control y seguimiento; la programación y elaboración de los proyectos financiables con fondos europeos y su seguimiento y evaluación; la tramitación y gestión de contratos, la revisión y control de las certificaciones de obras y la documentación contable inherente; la elaboración de información y bases de datos sobre el valor económico de los usos del agua y de los daños medioambientales en el dominio público hidráulico; y el impulso de las tecnologías de la información en la gestión del agua.
- La Subdirección General de Dominio Público Hidráulico e Infraestructuras, a la que le corresponde la realización, supervisión y control de estudios, proyectos y obras, incluidas las de regulación, y la explotación, el control y conservación de las infraestructuras hidráulicas competencia de la Dirección General y la coordinación de las tareas de control y conservación del dominio público hidráulico por los organismos de cuenca; la inspección y el control de la seguridad; el mantenimiento actualizado del Inventario de presas, así como la elaboración de las recomendaciones técnicas, manuales o normas en relación con la seguridad del proyecto, construcción, explotación y mantenimiento de las obras hidráulicas; el fomento de proyectos que faciliten el ahorro, la gestión de la demanda, la recuperación ambiental de las masas de agua, la eficiencia energética, así como la producción y utilización de energías renovables compatibles con los objetivos ambientales de las masas de agua; la promoción y colaboración en programas de innovación del conocimiento, incluyendo el desarrollo de convenios de colaboración con otros organismos públicos; la realización, supervisión y control de estudios y proyectos de obras y de conservación de los acuíferos; el control del uso de las aguas subterráneas; la realización de actuaciones para la recuperación de los acuíferos en mal estado cuantitativo y químico, en coordinación con otras administraciones competentes; el otorgamiento, modificación y cancelación de las concesiones y otros derechos, así como el régimen sancionador que sean competencia del Ministerio y el apoyo a los organismos de cuenca en el marco de sus competencias; la coordinación de los registros de aguas en los Organismos de cuenca y con otros registros oficiales; y la promoción y seguimiento de las comunidades de usuarios; la promoción y seguimiento del voluntariado ambiental y de otras formas de sensibilización y participación de los ciudadanos en la gestión del dominio público hidráulico.
- La Subdirección General de Protección de las Aguas y Gestión de Riesgos, a la que le corresponde la vigilancia, el seguimiento y el control del estado de las masas de agua continentales superficiales, así como la coordinación del seguimiento de los caudales ecológicos y de sus efectos; implementación de la estrategia nacional de restauración de ríos; la vigilancia, el seguimiento y el control del estado de las masas de agua subterránea; la coordinación de la evaluación y gestión de los riesgos en el estado de las masas de agua, así como de los riesgos causados por las inundaciones, incluyendo la coordinación de las medidas de adaptación al cambio climático; la elaboración de recomendaciones técnicas y guías; el otorgamiento, revisión y cancelación de las autorizaciones de vertido que sean competencia del Ministerio; la coordinación del establecimiento y mantenimiento de los censos de vertidos en los Organismos de demarcaciones hidrográficas; la coordinación de la gestión del canon de control de vertidos; el seguimiento y control de las actividades susceptibles de provocar la contaminación o degradación del dominio público hidráulico; y el impulso y fomento de las medidas para combatir la contaminación puntual y difusa en coordinación con otras administraciones competentes, así como la vigilancia y control de los contaminantes emergentes y el establecimiento de medidas.

### Organismos adscritos
- Las Confederaciones Hidrográficas.
- La Mancomunidad de los Canales del Taibilla.

Además, es el órgano competente para tutelar las empresas Acuaes, S.M.E. y Acuamed S.M.E.

## Directores generales
Desde su creación en 1932, 36 personas han ocupado la titularidad de este órgano, a saber:
| - Antonio Sacristán Colás (1932-1933) - Demetrio Delgado de Torres y Quirós (1933) - Manuel Lorenzo Pardo (1933) - José Valenzuela Soler (1933-1934) - Federico Cantero (1934-1935) - Vicente de la Punte Quijano (1935) - Julio Just (1936) - Renán Azzati Cutanda (1936-1937) - Benito Artigas Arpón (1937-1938) - Enrique Navarro Esparcia (1938-1939) - Bernardo de Granda y Callejas (1938-1940) - Primitivo Mateo Sagasta y Patrosi (1940-1943) - Francisco García de Sola (1943-1957) - Florentino Briones Blanco (1957-1964) - Rafael Couchoud Sebastiá (1964-1965) - Virgilio Oñate Gil (1965-1970) - Manuel Gómez de Pablos y González (1970-1973) - Santiago Serrano Pendán (1974-1977) | - José María Fluxá Ceva (1977-1978) - Juan Ruiz Pérez (1978-1982) - José Miguel Hernández Vázquez (1982-1985) - Juan Rodríguez de la Rúa Fernández (1985-1988) - José Rubio Bosch (1988-1991) - Adrián Baltanás García (1991-1996) - Carlos Manuel Escartín Hernández (1996-2000) - José María Piñero Campos (2000-2001) - Ramón Álvarez Maqueda (2001-2002) - Juan Manuel Aragonés Beltrán (2002-2004) - Juan José López Martos (2004) - Jaime Palop Piqueras (2004-2008) - Marta Moren Abat (2008-2012) - Juan Urbano López de Meneses (2012) - Sandra Ardiles López (2012-2018) - Manuel Menéndez Prieto (2018-2020) - Teodoro Estrela Monreal (2020-2023) - María Dolores Pascual Vallés (2023-) |

## Presupuesto
La Dirección General del Agua tiene un presupuesto asignado de 1 955 900 720 € para el año 2023. La mitad de su presupuesto está destinado a la financiación de las Confederaciones Hidrográficas (814 573 460 €):
| Órgano/Organismo                                   | Dotación        |
| -------------------------------------------------- | --------------- |
| Dirección General del Agua                         | 898 774 420 €   |
| Mancomunidad de los Canales del Taibilla           | 242 552 840 €   |
| Confederaciones hidrográficas                      |                 |
| Nombre de la Confederación                         | Dotación total  |
| Confederación Hidrográfica del Cantábrico          | 25 385 550 €    |
| Confederación Hidrográfica del Duero               | 96 494 890 €    |
| Confederación Hidrográfica del Ebro                | 109 646 890 €   |
| Confederación Hidrográfica del Guadalquivir        | 228 497 820 €   |
| Confederación Hidrográfica del Guadiana            | 66 465 970 €    |
| Confederación Hidrográfica del Júcar               | 54 076 970 €    |
| Confederación Hidrográfica del Miño-Sil            | 48 162 580 €    |
| Confederación Hidrográfica del Segura              | 116 571 500 €   |
| Confederación Hidrográfica del Tajo                | 69 271 290 €    |
| Total presupuesto de la Dirección General del Agua | 1 955 900 720 € |